# Поштові індекси Португалії
Португальський поштовий індекс (código postal) складається з восьми символів: чотирьох цифр, за якими йде дефіс і ще три цифри. Останні три цифри (запроваджені в 1994 році) зазвичай представляють райони, квартали, вулиці тощо, включаючи менші міста, які мають спільний центр розподілу.
Приклад:
```
Avenida Marconi 4C
1000-205 Lisboa
```

Перші чотири цифри вказують на центр розподілу. У великих містах це також може бути просто район. Цифри від 1 до 9 використовуються як перша цифра. 1 означає Лісабонський регіон, 9 — Азорські острови та Мадейру, інші — різні регіони. Послідовність чисел рухається вздовж узбережжя на північ, потім на схід і звідти на південь. Отже, 2000 означає частини Сантарема, 3000 — частини Коїмбри , 4000 — частини Порту, 5000 — Віла-Реал, 6000 — Каштелу-Бранку, 7000 — Евора, 8000 — Фару.

## Поштові регіони
Поштові регіони (перша цифра поштового індексу):
1. (червоний) — місто Лісабон
2. (зелений) — Estremadura e Ribatejo: Лісабонська агломерація (крім міста Лісабон), район Сантарем і частини району Лейрія
3. (фіолетовий) — Бейра Літораль: райони Коїмбра та Авейру та частина районів Лейра та Візеу
4. (кремовий) — Minho e Douro Litoral: Віана-ду-Каштелу, округ Брага та район Порту та частина районів Візеу та Віла-Реал
5. (рожевий) — Trás-os-Montes e Alto Douro: округ Браганса, більша частина району Віла-Реал і північні частини районів Візеу та району Гуарда
6. (сірий) — Інтер'єр Бейра: район Каштелу-Бранку та район Гуарда та північний край району Порталегре
7. (синій) — Алентежу: округи Бежа та Евора, а також частини округів Порталегре та Сетубал
8. (жовтий) — Алгарве: округ Фару
9. (коричневий) — Мадейра та Азорські острови

Зауважте, що, хоча назви регіонів пов'язані з колишніми провінціями Португалії 1936 року, їх межі (за винятком Алгарве) не зовсім однакові.
Люди також можуть шукати поштові індекси на веб-сайті CTT Correios .